# Teucholabis meridiana
Teucholabis meridiana là một loài ruồi trong họ Limoniidae. Chúng phân bố ở miền Australasia.